# Bernt Kristensson
Bernt "Krabbern" Kristensson, född 17 februari 1818 i Stala socken, död 26 mars 1905, var en känd spelman på Orust. Sitt tilltalsnamn "Krabbern" fick han troligen från gården Krabberöd där han växte upp.

## Biografi
"Krabbern" var självlärd, men betecknas ändå som Orusts främste spelman på sin tid. "Krabbern" var knappast kompositör, utan han tog upp de gamla Orust-låtarna och förde traditionerna vidare. Han stämde fiolen på ett egenartat sätt i en speciell dur, som är svår att efterhärma. "Krabbern" spelade mest polskor, polketter och brudmarscher.
Krabbern" anlitades också av badgästerna i Göteborgs skärgård. När det var nödår i Sverige 1868-69 tjänade "Krabbern" 50 riksdaler vid ett framträdande i skärgården. För pengarna köpte han en hel tunna råg, dvs 100 kilo. Som 80-åring gick han fram och tillbaka till Burås för att spela på en dans. År 1899, då han var 81 år gammal spelades "Krabbern" in på fonograf med vaxrulle av fanjunkare Abraham Stalin på Stala. 